# Lijst van afleveringen van Dirt
Dit is een overzicht van de afleveringen van de Amerikaanse serie Dirt. De serie ging op 2 januari 2007 in première. 

## Seizoen 1
- Aflevering 1: Pilot
- Aflevering 2: Blogan
- Aflevering 3: Ovophagy
- Aflevering 4: What to expect when you're expecting
- Aflevering 5: You don't know Jack
- Aflevering 6: The secret lives of Altar Girls
- Aflevering 7: Come Together
- Aflevering 8: The thing under the bed
- Aflevering 9: This is not your father's hostage situation
- Aflevering 10: The sexxx issue
- Aflevering 11: Pap smeared
- Aflevering 12: Caught on tape
- Aflevering 13: Ita Missa Est

Seizoen 1 ging in Amerika in prièmere op 2 januari 2007.

## Seizoen 2
- Aflevering 1: Welcome to Normal
- Aflevering 2: Dirty, sletty whores
- Aflevering 3: God bless the Child
- Aflevering 4: Ties that don't bind
- Aflevering 5: What is this thing called?
- Aflevering 6: And the winner is
- Aflevering 7: In Lieu of flowers
- Aflevering 8: onbekend
- Aflevering 9: onbekend
- Aflevering 10: onbekend
- Aflevering 11: onbekend
- Aflevering 12: onbekend
- Aflevering 13: onbekend

Seizoen 2 ging in Amerika in prièmere op 2 maart 2008.